# 둔산신도시
둔산신도시(屯山新都市)는 1985년 이후 대전광역시 서구 둔산동, 탄방동, 월평동, 만년동,갈마2동 일대에 조성된 대규모 계획도시이다. 대전 구도심(중구 은행동과 선화동 일대)에 있던 행정기능이 둔산 신도심으로 옮겨오며 대전의 도심 역할을 하고 있다. 여러 지방 공공기관이 위치해 왔으며, 정부청사가 생기면서 지방행정기능과 국가 중앙행정기능을 동시에 수행하는 중요한 핵심 지역이 되었다. 갑천변 일대에 한밭수목원, 대전예술의전당, 대전시립미술관 등이 있는 대전의 문화 중심지이기도 하다. 백화점, 병원, 기업, 금융기관, 대형마트 등 업무지구와 상권이 조성되면서 대전의 도심으로 자리잡았다.

## 역사
둔산3동의 옛 이름인 삼천동(三川洞)에서 알 수 있듯이 둔산 일대는 갑천, 유등천, 대전천이 만나는 구릉지 지역으로 선사시대부터 인류가 살아왔던 지역이다. 정부대전청사 서쪽에는 둔산 신시가지를 건설하던 중 발견한 구석기 유적을 보존해 놓은 선사유적지가 있다. 삼국시대에는 신라와 백제의 국경 지역이었다. 일제강점기 말기 당시 대전 시내 중학생과 공주 지역 중학생, 근로자 등 근로보국대가 강제로 동원되어 비행장이 조성되었다. 이 비행장은 해방 이후부터 대한민국 육군이 관리하던 중 한국 전쟁이 발발하자 미군의 군수물자 수송기지로 활용되었다. 미군은 K-5 공군 기지로 명명하였다. 한국 전쟁 중이던 1952년 대한민국 공군이 대전비행장에 공군항공병학교를 설립했고 1956년 공군기술교육단이 경남 창원에서 대전비행장으로 이전하였다. 이와 함께 공군 예하 각종 교육부대들이 설치되었다. 1973년 4월 공군교육사령부로 부대로 개편되어 둔산신시가지가 조성되자 1988년 10월 경남 진주로 이전하기 전까지 이지역의 대부분의 영역을 차지하였다. 비행장의 활주로는 현재 산호아파트와 개나리아파트 위치에서 시작하여 남산봉 공원 밑인 공작아파트까지 조성되어 있었다.
또한 향토사단인 육군 제32사단 사령부가 현재 갤러리아 타임월드 백화점 및 인근 국민생활관 자리 등지에 주둔해 있었다. 그리고 서구 갈마동 경성큰마을 아파트 자리에는 육군통신학교가 있었다. 통신 주특기를 가진 장교와 사병들에게 통신병과의 각종 주특기교육을 시행하였다.
1988년 노태우 대통령의 주택 200만호 건설공약 이행을 위한 대상지에 둔산신도시가 포함되었다. 경기도 성남시의 분당신도시, 경기도 고양시의 일산신도시, 부산 해운대, 대구 수성 신도시와 함께 개발이 되기 시작하여 1993년 대전 엑스포 행사가 시작할 때까지 신도시 개발 공사가 진행되었다.
- 1985년 ~ : 263만 3천평 택지개발
- 1990년 : 첫 학교인 대전탄방초등학교 개교
- 1991년 : 첫 아파트 완공
- 1993년 : 한신코아백화점(현 세이브존 대전지점)이 개업. 한밭, 문정, 갑천초교와 탄방, 삼천중학교 개교
- 1993년 : 대전광역시교육청 이전, 성룡초교와 갑천, 월평, 남선중학교가 개교
- 1994년 : 성천, 서원초교와 문정중학교 개교 충남고와 한국통신(현KT)충청본부가 이전
- 1995년 : 서구문화원, 둔산1동사무소 개소. 만년초교, 둔산초교 개교
- 1996년 : 대전둔원초, 월평초, 둔산중, 만년중 개교
- 1997년 : 평송 청소년 수련원, 갤러리아타임월드 개업
- 1997년 : 정부대전청사 설립
- 1998년 : 대전고등, 지방법원과 대전고등, 지방검찰청이 둔산동으로 이전. 만년동에 대전시립미술관과 KBS대전방송총국 이전
- 1999년 : 대전광역시청이 둔산동으로 이전
- 2001년 : 갑천도시고속도로 잔여구간(대덕대교 ~ 원촌교)개통
- 2003년 : 만년동에 대전문화예술의전당 개관
- 2006년 : 신용협동조합중앙회 본사가 둔산동으로 이전
- 2009년 : 대전지방경찰청이 중구에서 둔산동으로 이전, 만년동 한밭수목원 완공

## 건설 계기
이 신도시는 노태우 대통령의 선거공약인 200만호 주택건설로 지어졌고, 또한 행정기능을 수도권에서 지방으로 분산하기 위해 건설되었다. 원래 이 지역은 군사기지 및 군사비행장이었으나 1985년부터 군사기지를 연기군으로 이전시키고 현재는 군사비행장이 철거되고 신도시가 조성되어 발전하고 있다.

## 생활환경
대전의 구도심에 있던 행정기능이 둔산 신도심으로 옮겨오며 대전의 중심지 역할을 하고 있다. 대전광역시청과 대전지방법원, 대전지방검찰청 등이 이전해 왔으며 정부청사가 이전해 옴으로 지방행정기능과 중앙행정기능을 동시에 수행하는 중요한 지역이 되었다.
또한 한밭수목원이나 대전문화예술의전당, 대전시립미술관 등이 갑천변에 자리잡고 있어 대전의 문화 중심지가 되었다.
상권도 구도심에서 신도심으로 이전하여 백화점과 은행, 그리고 병의원 등이 둔산 신도심으로 대거 이전하여 편리한 생활환경을 조성하였다.

## 시설

### 행정 및 사법
- 정부대전청사
  - 관세청
  - 통계청
  - 특허청
  - 문화재청
  - 조달청
  - 산림청
  - 병무청
  - 기상청
  - 국가기록원
  - 특허심판원
- 대전광역시청
- 서구청
- 대전고등법원
- 대전지방법원
- 대전가정법원
- 특허법원
- 대전고등검찰청
- 대전지방검찰청
- 대전광역시경찰청
- 대전광역시교육청
- 충청지방통계청
- 충청지방우정청
- 대전지방보훈청
- 대전지방고용노동청
- 대전지방식품의약품안전청

### 금융
- 한국은행 대전충남본부
- 신용협동조합중앙회 본사
- 엽연초생산협동조합중앙회 본사

### 문화 및 상업
- 한밭수목원
- 대전문화예술의전당
- 대전시립미술관
- 이응노미술관
- 대전시립연정국악원
- 갤러리아백화점 타임월드점
- 홈플러스 대전둔산점
- 이마트 대전둔산점
- 트레이더스 홀세일 클럽 월평점

### 교통
- ● 대전 도시철도 1호선 : (유성온천, 노은, 반석 방면) ← 갑천역 ↔ 월평역 ↔ 갈마역 ↔ 정부청사역 ↔ 시청역 ↔ 탄방역 → (서대전네거리, 대전역, 판암 방면)

## 문제점
모든 대전의 행정, 상업, 문화기능이 모두 둔산신도시로 이동하자 원도심에 인구가 줄어들면서 도심공동화 현상이 발생하고 있다. 또한 이로 인해 구도심과 둔산신도시의 격차가 벌어지게 되었다. 교육적인 측면에서는 시교육청을 비롯한 각종 교육기관이 둔산신도시로 옮겨가고, 학원가를 비롯한 각종교육시설이 이 지역에 집중되면서 구도심 지역과 둔산신도시 지역의 학력격차가 크게 벌어지고 있다. 이를 동서간 교육격차라고 하기도 한다.

## 참고자료
- 류용규 대전 재발견 - (16) 둔산신도시 ① 대전일보
- 류용규 대전 재발견 - (17) 둔산신도시 ② 대전일보
- 류용규 대전 재발견 - (18) 둔산신도시 ③ 대전일보